# Automeris joiceyi
Automeris joiceyi är en fjärilsart som beskrevs av Eugène Louis Bouvier 1930. Automeris joiceyi ingår i släktet Automeris och familjen påfågelsspinnare. Inga underarter finns listade i Catalogue of Life.